# Robert Garrow
Robert Francis Garrow (4 de marzo de 1936 - 11 de septiembre de 1978) fue un Asesino itinerante y violador serial estadounidense que estuvo activo en el estado de Nueva York, a principios de 1970.

## Primeros años
Nacido en el pueblo norte de Nueva York de Dannemora de padres Francocanadienses, Garrow creció en una familia pobre de agricultores. Su hermana mayor Florence Garrow se convertiría más tarde en la madre de Suzanne Basso, ejecutada en Texas en 2014. Garrow luego dijo que sus padres eran severos, violentos que regularmente lo maltrataban físicamente con lo que fuera útil, incluso ladrillos. (Sus cuentas han sido confirmadas por sus hermanos). La policía fueron llamados varias veces a lo largo de los años para terminar las violentas peleas entre Garrow y su padre alcohólico; después de un episodio brutal cuando Garrow tenía 15 años, fue enviado a una granja a trabajar. Se unió a la Fuerza Aérea tras su liberación, pero fue juzgado en consejo de guerra un año después robar dinero de un oficial superior y pasó seis meses en la prisión militar en Florida. Después de un intento fallido de huida de la prisión, pasó un año en otra prisión, ahora en Georgia.
Garrow luego informó una larga historia de una disfunción sexual y parafilias; cometió varios actos de zoofilia con los animales de granja con los que trabajó a lo largo de su niñez y adolescencia, y a menudo realizaba masturbación sadomasoquista con las máquinas de ordeño.

## Historia criminal
Garrow regresó a Nueva York en 1957, se casó y tuvo un hijo. Su vida no mejoró; fue despedido de varios trabajos, incluyendo de un restaurante de comida rápida que él robó, y estuvo involucrado en una relación abusiva homosexual con un hombre que luego describió como un sádico. Fue arrestado por una violación en 1961 y pasó siete años en prisión. Poco después que fue liberado, cometió una serie de violaciones; muchas de sus víctimas eran niños. Fue arrestado por la violación de dos chicas prepúberes, pero se saltó la fianza y se convirtió en un fugitivo. Sus crímenes pronto fueron asesinatos.
Asesinó a cuatro personas en julio de 1973, incluyendo una mujer joven a quien secuestró y violó repetidamente antes de asesinarla, y una escolar de Adirondacks unos días después, estimulando en una cacería humana a nivel estatal (en el momento, en historia más grande en el estado de Nueva York). Garrow fue localizado, acorralado, y disparado en el pie, brazo, y espalda por un agente de conservación. Sobrevivió, pero alegó que estaba parcialmente paralizado. Garrow fue atendido en el Centro Médico CVPH en Plattsburg, Nueva York, donde los doctores negaron sus afirmaciones de parálisis.
Demandó al Estado de Nueva York por $10 millones de dólares, alegando que los doctores del estado habían sido negligentes en el tratamiento de la herida de bala que le había causado su supuesta parálisis. Fue trasladado a una prisión de mediana seguridad a cambio de dejar caer la demanda y luego se descubrió que fingía su parálisis.
Garrow se declaró inocente por razón de demencia, pero el jurado la rechazó y lo encontró culpable de asesinato de primer grado, sentenciándolo a una pena de 25 años a cadena perpetua. Garrow comenzó su sentencia en Clinton Correctional Facility (máxima seguridad) en Dannemora, NY, el 2 de julio de 1974. Debido a su parálisis alegada, Garrow repetidamente pidió ser transferido a Elderly y la Unidad de Discapacitados (mínima seguridad) en Fishkill Correctional Facility de mediana seguridad. En septiembre de 1977, por una amenaza de muerte contra Garrow se solicitó una transferencia a Auburn Correctional Facility (máxima seguridad). No fue hasta principios de 1978 que Garrow fue transferido a Fishkill.

## Escape y muerte
Garrow escapó de la prisión de Fishkill el 8 de septiembre de 1978. Tenía una pistola calibre .32 que había obtenido de su hijo, que ocultó el arma dentro de un cubo de pollo que trajo a su padre durante una visita. Garrow fue descubierto por guardias tres días después a unos pocos cientos de metros de distancia de las paredes de la prisión y le disparó contra sus perseguidores, pero fue abatido cuando respondieron al fuego.